# نومكس

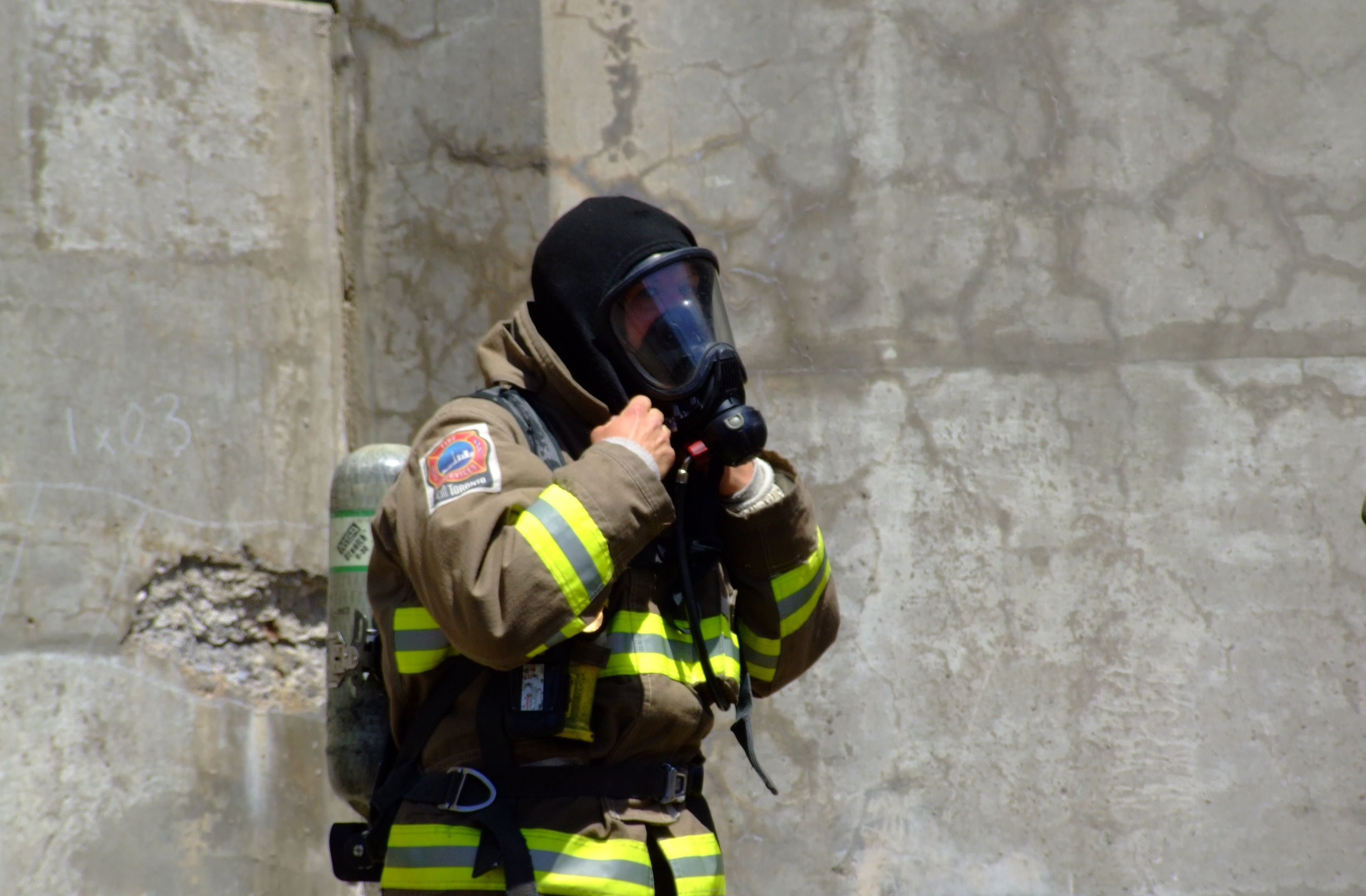
رجل إطفاء يلبس قناع من النومكس

نومكس (Nomex) وهي علامة تجارية لمواد من ميتا أراميد مقاومة للهب، طورت في بدايات الستينات من القرن العشرين في شركة دو بونت، وسوقت في سنة 1967.

## الخصائص
إن النومكس ومبلمرات الأراميد المماثلة تتعلق بالنايلون، ولكنها ذات سلسلة أساسية عطرية، وبذلك هي أكثر صلابة ومقاومة. نومكس هي مثال أول عن نوع ميتا من ألياف الأراميد (كيفلر هو بارا أراميد). ومبلمر نومكس، بخلاف كيفلر، لا يمكن لجزيئاته الضخمة أن تتوازى أثناء تشكيل الشعيرات مما يؤدي إلى مقاومة أضعف. ولكنها ذات مقاومة ممتازة للحرارة، والمواد الكيميائية، والإشعاع.

## إنتاجه
ينتج المبلمر بتفاعل تكثيف من مونومرات (m-phenylenediamine) و(isophthaloyl chloride). يباع نومكس بشكل ألياف أو صفائح ويستخدم كقماش في أماكن تحتاج فيها إلى مقاومة الحرارة واللهب. وصفائح نومكس هي أوراق مصقولة (calendered paper). وتستخدم أوراق نومكس 410 في بهدف العزل الكهربائي. تصنع ألياف نومكس في أمريكا وإسبانيا.

## الاستخدامات
تستخدم أوراق نومكس في الصفائح الكهربائية مثل لوحات الدارات الكهربائية وقلب المحولات كما تستخدم في هيكل بيت النحل المشبعة براتنج الفينوليك. وهياكل بيت النحل تستخدم بكثرة في هياكل الطائرات. وتستخدم صناعات سيارات السباق والإطفاء نومكس في صناعة الملابس والتجهيزات المقاومة للحرارة الشديدة. فهي توضع على ناصية ووجه قناع رجل الإطفاء.
يلبس سائقي سيارات السباق لباسًا مركبا من نومكس و/أو مواد تأخير اللحريق الأخرى، مع قفازات من النومكس، وسروال داخلي طويل، وقناع يغطي كامل الرأس (balaclavas)، وجوارب وأحذية لحمايتهم من الحرائق.
يلبس الطيارون العسكريون وطاقم الطائرة القتالية لباسا مكونا من 92 % من النومكس لحمايتهم من حرائق قمرة القيادة المحتملة والحوادث المؤسفة. وقد بدأت القوات التي تركب العربات الأرضية أيضا في لبس نومكس. والمواد المتبقية هي خيوط كيفلر المستخدمة في خياطة أقمشة نومكس مع بعضها.
وقد استخدم نومكس في برنامج الفضاء الأمريكي من أجل الملابس النيزيكية الحرارية (Thermal Micrometeoroid Garment) في الوحدة المتنقلة المركبية (Extravehicular Mobility Unit) (مع الكفلر وغور-تكس) وملابس رواد الفضاء، وهي من أجل الحماية من الحرائق والظروف الصعبة.
وقد استخدمت أوراق نومكس ذات بنية خلية النحل كمواد مباعدة بين طبقات الرصاص في مقياس الحرارة في تجربة أطلس.

## اقرأ أيضا
- أراميد (نسيج)
- كيفلر (نسيج)
- توارون (نسيج)
- غور-تكس

## وصلات خارجية
- نومكس دوبونت
- مقارنة لملابس نومكس وحيدة الطبقة